# Schwyz
Schwyz [ʃviːt͡s]ⓘ es una comuna suiza situada en el cantón homónimo. Tiene una población estimada, a fines de 2020, de 15 435 habitantes.
Es la capital del cantón, al que da su nombre. 
Entre los residentes se encuentra el extenista Boris Becker y el exciclista Oscar Camenzind.

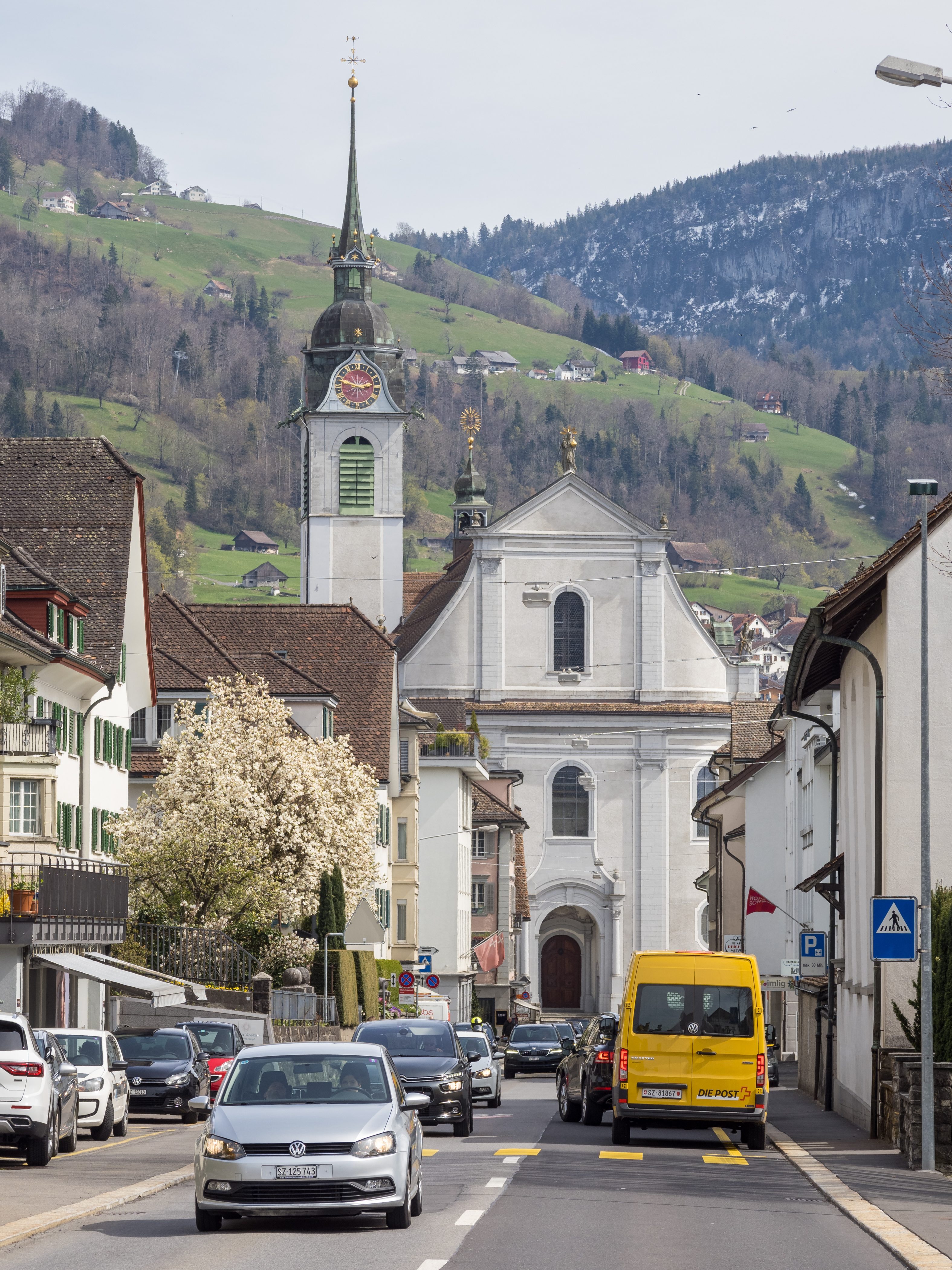
Herrengasse y la Iglesia Católica St. Martin

## Geografía
Está situada en la región de Suiza central, cerca del lago de los Cuatro Cantones. Limita al norte con las comunas de Sattel, Rothenthurm y Alpthal; al este con Oberiberg; al sur con Illgau, Muotathal y Morschach, y al oeste con Ingenbohl, Lauerz y Steinen.
Las dos torres principales de la plaza están a 516 m sobre el nivel del mar.

## Nombre
El nombre Schwyz se recoge por primera vez en 972 como Suittes, lo que la conecta con un líder legendario de los alamanes llamado Suito, que se dijo que se estableció en el área en el siglo VII. El nombre se extendió a la zona controlada por Schwyz (el cantón de Schwyz) y más tarde a la Antigua Confederación Suiza: aunque otros cantones tendían a estar en desacuerdo con esta denominación en el siglo XV, el término Schwyzer se adoptó como autodenominación tras 1499, y se ha empleado para designar abusos en la Guerra Suaba y Eidgenossenschaft y Schwytzerland se usaron de forma intercambiable en el siglo XVI.

## Historia

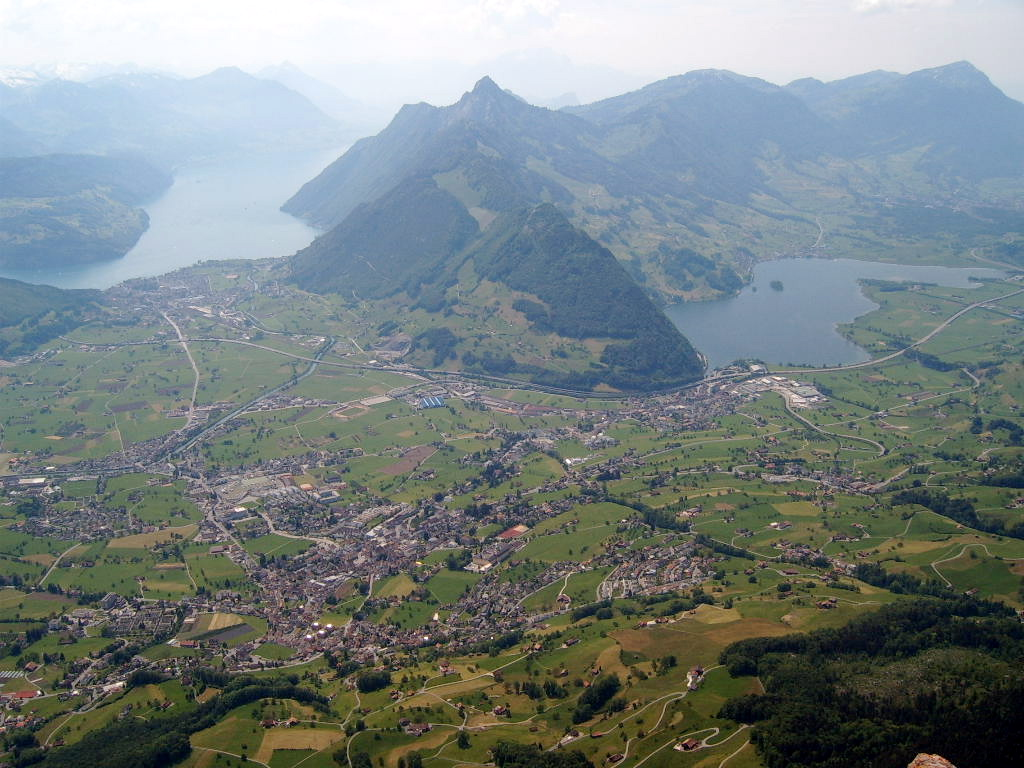
Schwyz en el Lago Lucerna, El monte Rigi y el Lago Lauerz, vistos desde Grosser Mythen.

El territorio de Schwyz, como toda la Suiza Central, fue conquistado por el imperio romano, aunque de la época romana solo se han encontrado algunas monedas.
Las primeras evidencias de un asentamiento son del siglo VIII. El cementerio alamán en la iglesia parroquial y la iglesia en sí son ambos de la primera mitad del siglo octavo.
Sobre esta primera iglesia se construyó una segunda iglesia de estilo renacentista otoniano de alrededor del año 1000 que se destruyó por el terremoto de Verona de 1117. En 1121 se construyó una tercera iglesia de estilo románico. En el siglo XV sobre esta se levantó una cuarta iglesia mucho más grande que también fue destruida, junto con gran parte del pueblo, por un incendio en 1642. La quinta iglesia se hizo de estilo barroco temprano que sustituyó a causa de defectos estructurales graves por la actual iglesia de estilo barroca tardío de 1774.
La historia de Suiza comienza oficialmente el 1 de agosto de 1291 cuando los pueblos de Uri, Schwyz y Unterwalden firmaron un Pacto federal (en alemán Bundesbrief) para combatir a los Habsburgo, soberanos de Austria.  Los habitantes de estos territorios eran principalmente campesinos, siervos (esclavos) y, por supuesto, nobles (ciudadanos).

## Transportes
Ferrocarril
Existe una estación de tren que da servicio a la comuna de Schwyz, en la que paran trenes de largo recorrido y regionales.